# Nagykoszmály
Nagykoszmály (szlovákul Veľké Kozmálovce) község Szlovákiában, a Nyitrai kerület Lévai járásában.

## Fekvése
Lévától 8 km-re északnyugatra, a Garam bal partján fekszik.

## Története
1322-ben említik először, ekkor tűnik fel oklevélben egy bizonyos Koszmályi András. Magát a falut 1337-ben Kozmal alakban említik először, majd 1372-ben Nagkozmal néven bukkan fel újra. Birtokosa 1362-től a Forgách család, majd az aranyosmaróti uradalom volt.
1534-ben 4 adózó portája állt. 1601-ben 45 ház található a településen. 1618-ban felégette a török. 1619-ben hódolt falu volt. Az 1664. évi török adóösszeírás szerint 43 adózó és 33 háztartás volt a településen. 1720-ban csak 23 adózója lakta. 1828-ban 69 házában 445 lakos élt. Lakói főként mezőgazdaságból éltek.
Fényes Elek szerint "Nagy-Koszmály, Bars m. tót falu, a Garan bal partján: 461 kath. lak. Róna határja szép rétekkel, és szántóföldekkel bir. F. u. gr. Migazzi. Ut. p. Léva."
Bars vármegye monográfiájában "Nagykoszmály, garammenti tót kisközség, 722 róm. kath. vallású lakossal. Hajdan a Forgáchok voltak az urai, a kik a községet meg is erősítették, a miről egy 1362-iki oklevél tesz említést. Barsi kazár telepnek tartja. Tót neve különben tényleg Kozarócz volt, ha ugyan ebből kazár telepre lehet következtetni. Később a lévai vár tartozéka lett, de a XVIII. században a Migazziak birtokába került. 1618-ban a töröknek behódolt községek között van felemlítve. 1682 november hó 9-én itt táborozott Thököly Imre hadaival. Ma gróf Erdődy-Migazzi Imrénének van itt nagyobb birtoka, mely az aranyosmaróti hitbizományi uradalomhoz tartozik. Kath. temploma 1752-ben épült. Van postája, távirója és vasúti állomása."
A trianoni békeszerződésig Bars vármegye Lévai járásához tartozott.

## Népessége
| Év:            | 1994. | 2004. | 2014.   | 2024.   |
| -------------- | ----- | ----- | ------- | ------- |
| Emberek száma: | 0     | 677   | 705     | 741     |
| Eltérés:       |       | –     | +4,13 % | +5,10 % |

| Év:            | 2023. | 2024.   |
| -------------- | ----- | ------- |
| Emberek száma: | 721   | 741     |
| Eltérés:       |       | +2,77 % |

1880-ban 619 lakosából 580 szlovák, 27 német és 12 magyar anyanyelvű volt.
1890-ben 644 lakosából 19 magyar és 598 szlovák anyanyelvű volt.
1900-ban 722 lakosából 31 magyar és 687 szlovák anyanyelvű volt.
1910-ben 832 lakosából 783 szlovák, 42 magyar és 7 német anyanyelvű volt.
1921-ben 794 lakosából 8 magyar és 781 csehszlovák volt.
1930-ban 845 lakosa mind csehszlovák volt.
1970-ben 867 lakosa mind szlovák volt.
1980-ban 804 lakosából 784 szlovák volt.
2001-ben 700 lakosából 699 szlovák volt.
2011-ben 705 lakosából 702 szlovák és 1 magyar volt.
2021-ben 718 lakosából 4 magyar, 1 cigány, 705 (+1) szlovák, 3 egyéb és 5 ismeretlen nemzetiségű volt.

## Nevezetességei
- A Mindenszentek tiszteletére szentelt római katolikus temploma 1752-ben épült barokk stílusban.
- Nagykoszmályi víztározó – 1988-ban lett kiépítve, a mohi atomerőmű számára biztosítja a vizet.[7]

## Külső hivatkozások
- Községinfó
- Nagykoszmály Szlovákia térképén
- A község a Barsi régió honlapján
- E-obce.sk Archiválva 2010. december 23-i dátummal a Wayback Machine-ben